# Halvor Møgster
Halvor Olai Larsen Møgster, senere Kolbeinsvik, (født 21. december 1875 i Austevoll, død 22. februar 1950 smst) var en norsk sejler, som deltog i OL 1920 i Antwerpen.
Ved OL 1920 deltog Møgster i 12-meter klassen (1907 regel) i båden Atlanta, og da denne båd var eneste deltager, var guldmedaljen sikker, da båden gennemførte de tre sejladser. Henrik Østervold, Jan Østervold, Ole Østervold, Kristian Østervold, Lauritz Christiansen, Hans Stoermann-Næss, Rasmus Birkeland og Halvor Olai Birkeland udgjorde bådens øvrige besætning.